# Западни Мидландс (регион)
Западни Мидландс (енгл. West Midlands) једна је од девет регија Енглеске. Грофовије које се налазе у њој су: Херефордшир, Шропшир, Стафордшир, Ворикшир, Западни Мидландс и Вустершир.